# Landschaftsschutzgebiet Vor der Egge

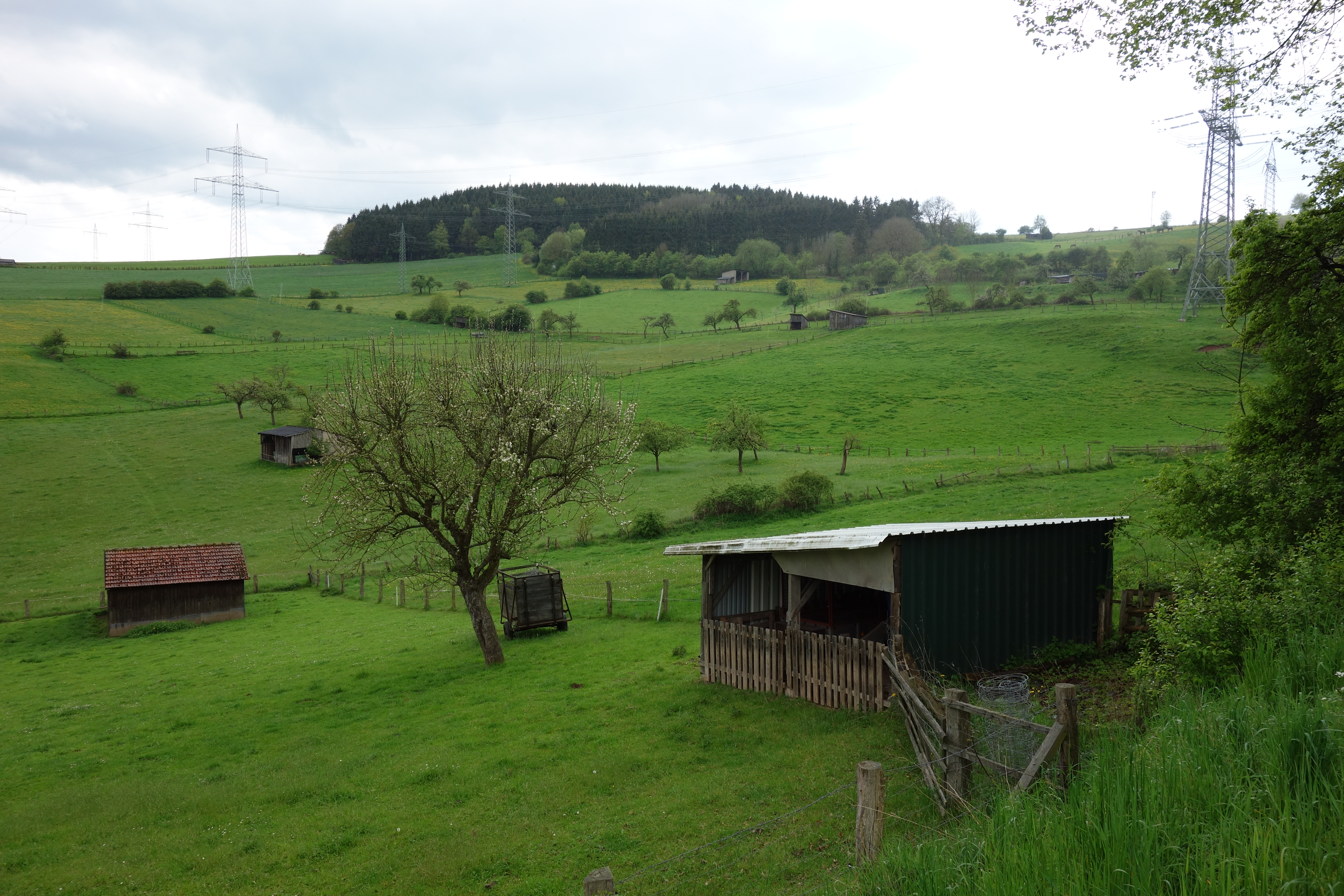
Bereich vom Landschaftsschutzgebiet Vor der Egge westlich vom Dorf

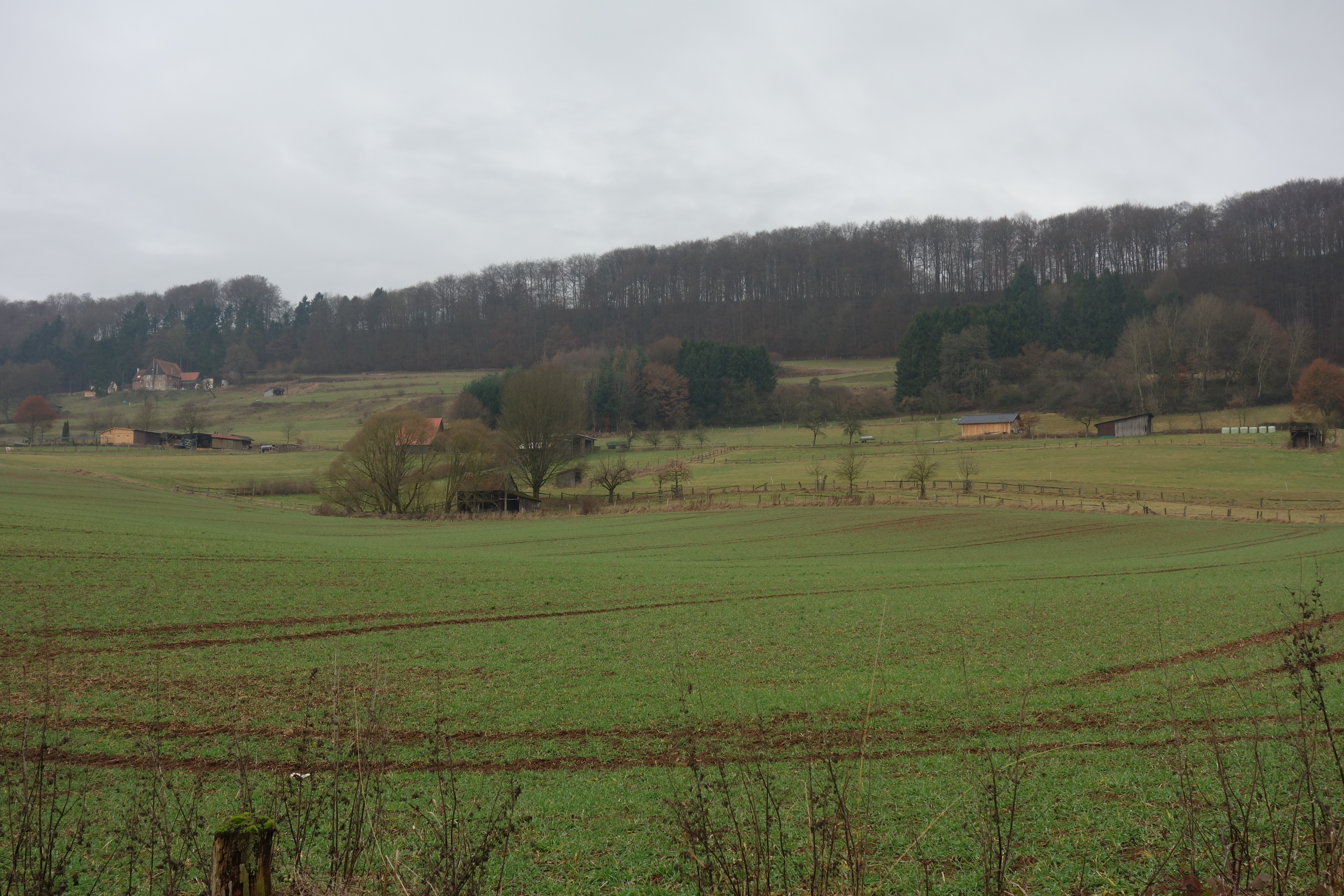
Nordöstlicher Bereich vom Landschaftsschutzgebiet Vor der Egge

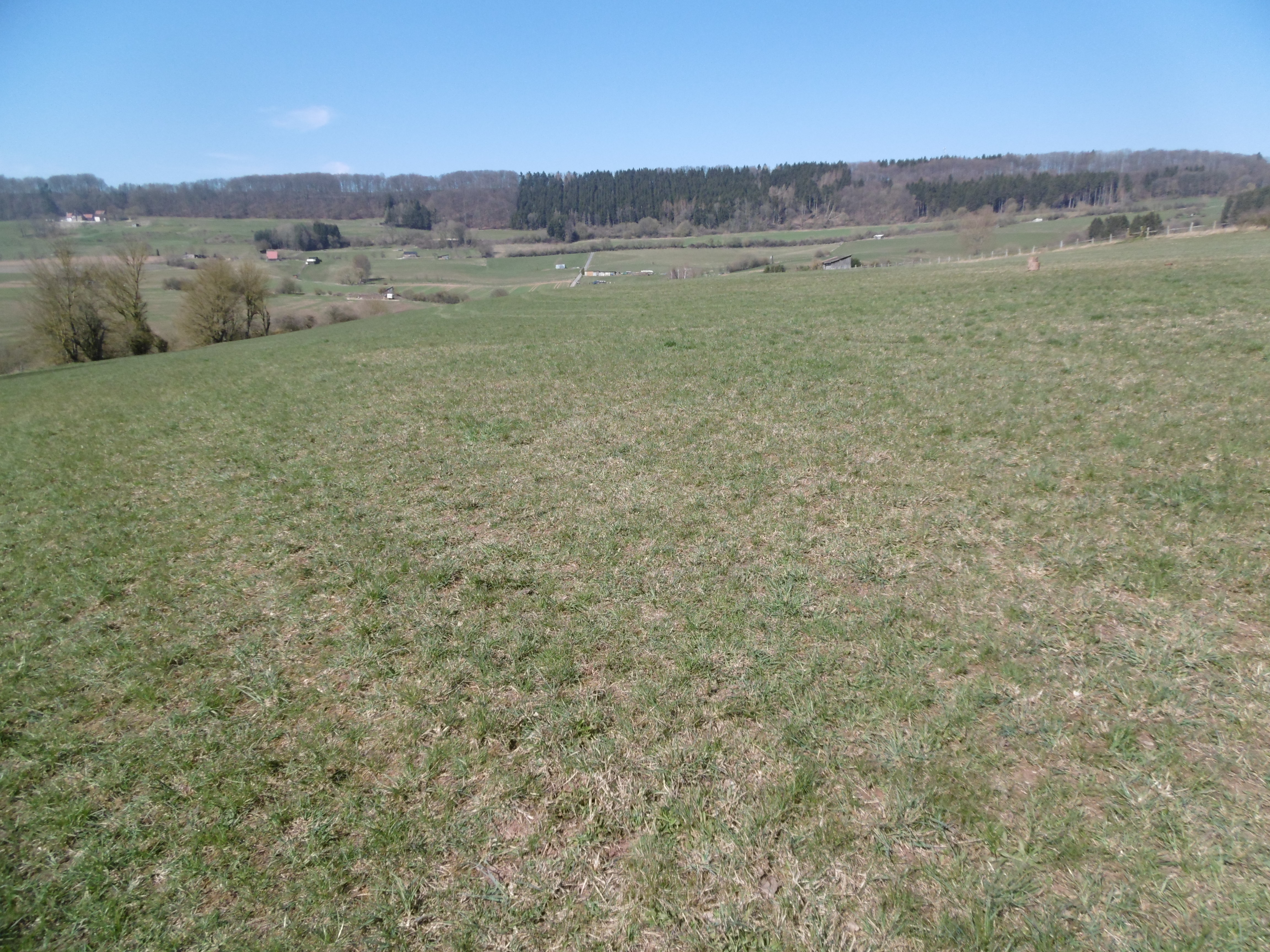
Östlicher Bereich vom Landschaftsschutzgebiet Vor der Egge

Das Landschaftsschutzgebiet Vor der Egge ein 133,31 ha großes Landschaftsschutzgebiet (LSG) um Oesdorf im Stadtgebiet von Marsberg. Das Gebiet wurde 2008 mit dem Landschaftsplan Marsberg durch den Kreistag des Hochsauerlandkreises ausgewiesen. Der Großteil des LSG liegt östlich und südwestlich vom Dorf. Das LSG geht bis zum Dorfrand und umschließt bis auf eine kleine Lücke das Dorf. Das LSG grenzt u. a. an das Naturschutzgebiet Dahlsberg.

## Beschreibung
Im Landschaftsschutzgebiet Vor der Egge befindet sich fast nur Grünland. Im LSG befinden sich die größten Streuobstflächen im Hochsauerlandkreis. Zur Erhaltung der Obstbäume dürfen diese nicht gefällt werden. Das Gebiet erstreckt sich in einem Bogen am Südrand des Eggegebirges im Einzugsbereich des Talsystems des Dahlbaches. Im Norden grenzt die L 636 an, im Süden wird das Gebiet durch den Dahlbach abgeschlossen. Es handelt sich um einen südexponierten Hang auf kalkreichem Substrat mit Grünlandnutzung, in der Regel Streuobstwiesen mit altem Baumbestand. Das Grünland wird zum Teil als Mähwiese, Rinder- oder Pferdeweide oder Garten genutzt. Zwischen den einzelnen Wiesenabschnitten befinden sich Hecken und einzelne Büsche. Der nach Süden einfallende Hang weist durch Trockentäler und Böschungen ein strukturreiches Relief auf, das durch die Hecken, Büsche und Bäume weiter unterteilt wird, so dass eine abwechslungsreiche Landschaft entstanden ist. Innerhalb des Gebietes befinden sich zwei trockene Quellbereiche. Die als Weiden genutzten Bereiche weisen jeweils Unterstände auf, auf einigen Wiesen befinden sich Tennen und Holzstapel. Die Wiesen sind mäßig aufgedüngt, an den Rändern finden sich vereinzelt Magerkeitszeiger. Im nordöstlichen Bereich befindet sich auf flachgründigem Boden ein schmaler Abschnitt mit Magergrünland. Wertbestimmend sind das kleinräumige, strukturreiche Grünland mit zahlreichen Klein- und Saumbiotopen sowie die alten Obstbaumbestände und ineinander verzahnten Hecken und Gärten. Sie ergeben einen abwechslungsreichen Kulturlandschaftskomplex. Kulturhistorisch wertvoll ist die traditionell-bäuerliche Nutzung und Aufteilung des Grünlandes mit direkter Anbindung an das Dorf.
2021 führte die Ornithologische Arbeitsgemeinschaft vom Verein für Natur- und Vogelschutz im Hochsauerlandkreis eine Neuntöter-Kartierung auch im LSG durch. Es wurden 11 Neuntöter-Reviere im LSG nachgewiesen.

## Rechtliche Rahmen
Das Landschaftsschutzgebiet Vor der Egge wurde als eines von 30 Landschaftsplangebieten vom Typ C, Wiesentäler und ornithologisch bedeutsames Offenland, ausgewiesen. Im Landschaftsplangebiet Marsberg gibt es auch drei Landschaftsschutzgebiete vom LSG Typ A, Allgemeiner Landschaftsschutz, wo unter anderem das Errichten von Bauten verboten ist. Ferner 17 Landschaftsschutzgebiete vom LSG Typ B, Ortsrandlagen und Landschaftscharakter, wo zusätzlich Erstaufforstungen und auch die Neuanlage von Weihnachtsbaumkulturen, Schmuckreisig- und Baumschulkulturen verboten sind. Wie in den anderen 29 Landschaftsschutzgebieten vom Typ C im Landschaftsplangebiet Marsberg besteht im LSG Landschaftsschutzgebiet Vor der Egge zusätzlich ein Umwandlungsverbot von Grünland und Grünlandbrachen in Acker oder andere Nutzungsformen. Eine maximal zweijährige Ackernutzung innerhalb von zwölf Jahren ist erlaubt, falls damit die Erneuerung der Grasnarbe vorbereitet wird. Dies gilt als erweiterter Pflegeumbruch. Beim erweiterten Pflegeumbruch muss ein Mindestabstand von 5 m vom Mittelwasserbett eingehalten werden.
Im LSG befinden sich ein Gesetzlich geschütztes Biotop nach § 30 BNatSchG. Die Biotopfläche wird im Biotopkataster vom Landesamt für Natur, Umwelt und Verbraucherschutz Nordrhein-Westfalen mit dem Namen Obstwiesen und Grünland nördlich von Oesdorf und einer Größe von 47,37 ha geführt.
Für das LSG besteht die spezielle Gebot die Obstbäume bis zu ihrem natürlichen Abgang zu erhalten. Als zusätzlichen Entwicklungsmaßnahme wurde festgesetzt die Ostwiesen durch Neupflanzungen in größeren Bestandslücken zu ergänzen und so langfristig zu sichern.

## Schutzzweck
Die Ausweisung erfolgte zur Erhaltung, Ergänzung und Optimierung eines Grünlandbiotop-Verbundsystems in den Talauen und den Magergrünland-Gesellschaften in den Naturschutzgebieten, damit Tiere und Pflanzen Wanderungs- und Ausbreitungsmöglichkeiten behalten, und dem Erhalt der Vorkommen geschützter Vogelarten sowie dem Schutz artenreicher Pflanzengesellschaften.